# Ракетний удар по залізничній станції Чаплине
Ракетний удар по залізничній станції Чаплине у Дніпропетровській області — терористичний акт, здійснений російськими військами у День Незалежності України 24 серпня 2022 року. Загинуло щонайменше 25 осіб, серед яких двоє дітей 6 і 11 років, 31 людина отримала поранення.

## Перебіг подій

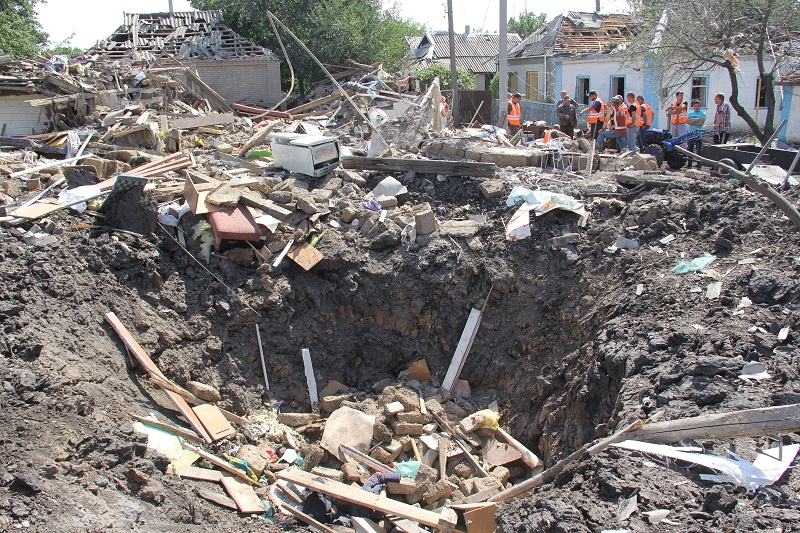
Кратер у селищі

Через станцію Чаплине, розташовану в смт Чаплине Синельниківського району Дніпропетровської області, пролягав шлях евакуаційного потяга з Покровська, далі він йде до Львова.
Протягом 24 серпня 2022 року російські війська здійснили п'ять ракетних ударів по смт Чаплине. Перша ракета потрапила у житловий будинок, унаслідок чого під завалами опинилися жінка та хлопчики 11 і 13 років. Одинацятирічний хлопчик загинув, а жінку та 13-річного хлопчика з-під завалів врятували місцеві мешканці. Наступні удари були здійснені по залізничній станції Чаплине. Другий удар пошкодив господарчі будівлі залізниці. Наступні ракети влучили безпосередньо по вагонах на станції, внаслідок чого загорілося 5 вагонів.
Спочатку стало відомо, що від удару загинуло 15 людей, а ще 50 поранено. Згодом кількість убитих зросла до 22, п'ять з них згоріло живцем, у своїй машині (серед них — 6-річна дитина). Вночі 25 серпня рятувальники ще продовжували гасити полум'я і проводили пошукові роботи. На ранок 25 серпня кількість жертв зросла до 25.
Серед загиблих були троє залізничників, ще четверо — поранені.
26 серпня було завершено рятувально-пошукові роботи.

## Реакція
Під час виступу в ООН Президент України Володимир Зеленський зазначив: 
 Чотири пасажирські вагони горять. На даний момент вбито щонайменше 15 людей, близько 50 поранено. Рятувальники працюють. Але, на жаль, кількість загиблих може збільшитися. Так ми живемо щодня. Так Росія підготувалася до цього засідання Радбезу ООН.
Державний секретар США Ентоні Блінкен заявив, що російський удар по Чаплиному подібний до звірства, та що США з партнерами буде домагатися покарання російських чиновників за цей злочин.
Верховний представник ЄС із питань закордонних справ і політики безпеки Жозеп Боррель заявив, що «ЄС рішуче засуджує черговий жахливий удар Росії, завданий по цивільному населенню у Чаплиному у День Незалежності України. Винні у російському ракетному терорі будуть притягнуті до відповідальності».

## Розслідування
На місці події виявлено залишки ракет РСЗВ «Смерч» та С-300, по приватному будинку було завдано удару ракетою «Іскандер».
За даним фактом слідчим відділом УСБ України у Дніпропетровській області розпочато кримінальне провадження за фактом порушення законів і звичаїв війни (ч. 2 ст. 438 КК України). Процесуальне керівництво у кримінальному провадженні здійснює прокуратура Дніпропетровської області.
Журналіст Associated Press побував на місці удару, і сказав, що немає ознак того, що серед загиблих, де були й діти, були присутні українські військовослужбовці. Експерти стверджують, що якщо ціллю були мирні жителі, цей удар може розцінюватися як воєнний злочин.